# Ati (stad)

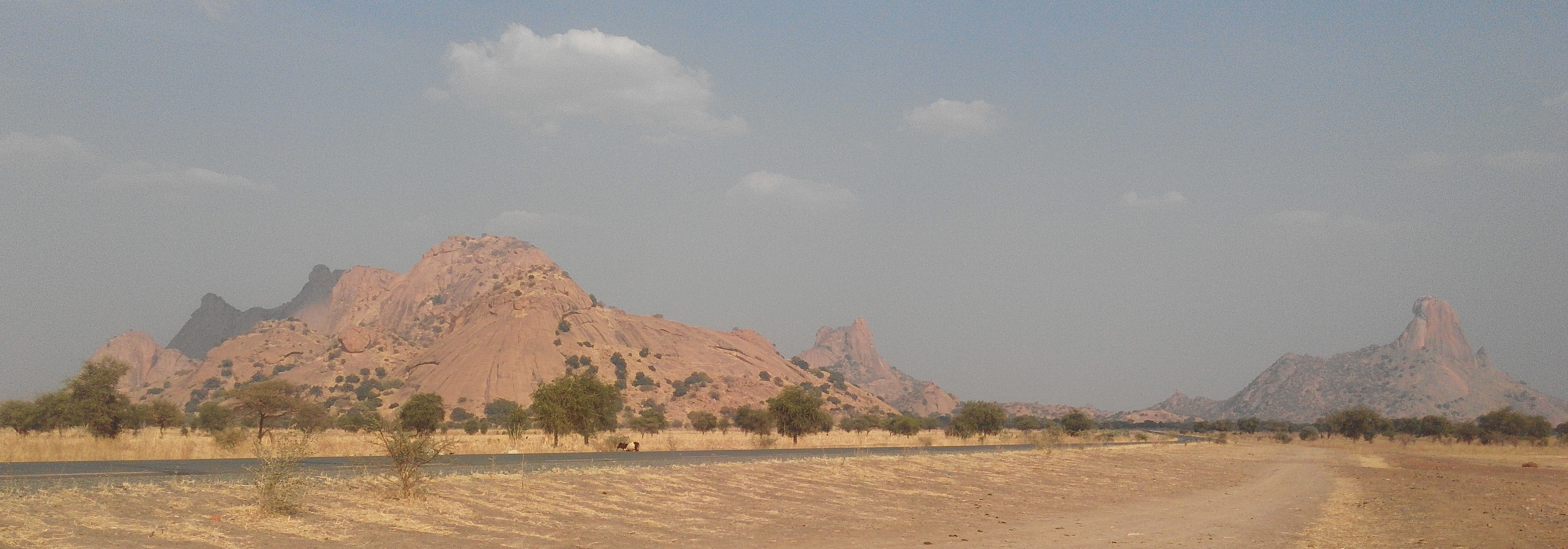

Ati is een stad in Tsjaad waar ongeveer 25.373 mensen wonen (in 2008). Het is de hoofdstad van het voormalige departement Batha Ouest en de provincie Batha die centraal in het land is gelegen. Ati ligt 447 km van Ndjamena, de hoofdstad van Tsjaad, aan de weg van Ndjamena naar Al-Fashir in Soedan. Langs de zuidkant van de stad stroomt de wadi Batha, die in de natte tijd water bevat en uitmondt in het Fitrimeer. 
In mei 1978 vonden bij Ati enkele dagen gevechten plaats tussen het Franse regeringsleger en opstandelingen, die werden gesteund door Libië.

## Volkstellingen
| Jaar | Inwoners |
| ---- | -------- |
| 1993 | 17.727   |
| 2008 | 25.373   |